# Siosta bifasciata
Siosta bifasciata är en fjärilsart som beskrevs av Pierre André Latreille 1817. Siosta bifasciata ingår i släktet Siosta och familjen mätare. Inga underarter finns listade i Catalogue of Life.